# Дагбер, Мишель
Мишель Дагбер (фр. Michel Dagbert) — французский политик, сенатор, член Социалистической партии, бывший президент Совета департамента Па-де-Кале.

## Биография
Родился 28 января 1962 г. в городе Барлен (департамент Па-де-Кале). Работал учителем, был профсоюзным активистом. 
В 1978 году Мишель Дагбер вступил в Социалистическую партию, и в 1983 году по списку социалистов прошел в городской совет Барлена. В 1989 году занял пост вице-мэра, курировал вопросы спорта и молодежи, финансов, а с 2001 года занимал пост первого вице-мэра. После смерти мэра Жозефа Брабана 1 июня 2002 года был избран мэром Барлена, после чего дважды - в 2008 и 2014 годах - приводил социалистов к победе на муниципальных выборах в Барлене.
В 2002 году Мишель Дагбер также сменил Жозефа Брабана в должности советника Генерального совета департамента Па-де-Кале от кантона Барлен, впоследствии побеждал на кантональных выборах в 2004 и 2011 годах. 
23 июня 2014 года после отставки Доминика Дюпиле с поста президента Генерального совета департамента Па-де-Кале 60 голосами из 77 Мишель Дагбер был избран новым президентом совета. Через неделю после этого он ушел в отставку с поста мэра Барлена.
На выборах в Совет департамента Па-де-Кале в марте 2015 года, проходивших по новым условиям в соответствии с территориальной реформой, баллотировался в советники от кантона Нё-ле-Мин и одержал победу. Левые силы сумели сохранить большинство в департаменте Па-де-Кале, единственном на севере Франции, и Мишель Дагбер был вновь избран президентом Совета.
В октябре 2017 г. Мишель Дагбер возглавил список социалистов на выборах в Сенат Франции от департамента Па-де-Кале. Его список с 22,29 % голосов получил больше всех голосов и два места в Сенате, одно из которых занял он сам. Спустя месяц он подал в отставку с поста президента Совета департамента Па-де-Кале, предпочтя работу в Сенате.

## Занимаемые выборные должности
01.06.2002 — 21.03.2015 — член генерального совета департамента Па-де-Кале от кантона Барлен 

01.06.2002 — 02.07.2014 — мэр города Барлен 

23.06.2014 — 30.10.2017 — президент Генерального совета/Совета департамента Па-де-Кале 

с 29.03.2015 — член Совета департамента Па-де-Кале от кантона Нё-ле-Мин 

с 01.10.2017 — сенатор Франции от департамента Па-де-Кале